# Schätze der Welt
Schätze der Welt – Erbe der Menschheit ist eine Dokumentarfilm-Reihe deutscher öffentlich-rechtlicher Rundfunkanstalten. Sie wird wöchentlich am Dienstagabend und am Sonntagabend auf dem Sender 3sat erstausgestrahlt bzw. wiederholt. Die Sendung sieht sich als ein Archiv der Natur- und Kunstdenkmäler.
Die Reihe wurde von 1995 bis 2016 produziert. Bis zur Einstellung nach 421 Folgen wurden mehr als ein Drittel der bis 2021 aufgelisteten 1154 Welterbestätten durch diese Produktion gefilmt und thematisiert.

## Inhalt
In der Reihe nach einer Idee von Gustav-Adolf Bähr werden die Weltkultur- und Weltnaturerbestätten der Liste des UNESCO-Welterbes vorgestellt.

## Ausstrahlung
Ausgestrahlt wird die unmoderierte 15-minütige Sendung seit dem 1. April 1995 auf 3sat. Die erste ausgestrahlte Folge war „Valletta – die Festung der Malteser“. Wiederholungen werden im NDR Fernsehen, SWR Fernsehen, rbb Fernsehen, hr Fernsehen, Phoenix, ARD-alpha, Tagesschau 24, EinsPlus, EinsFestival, SRF 1, SRF zwei, ORF2 und TW1 gesendet. Die Beiträge der Dokumentarreihe werden auch häufig innerhalb der einstündigen Sendung Planet Wissen ausgestrahlt. Seit Mai 2010 hat die Sendereihe einen zweiten Sendeplatz auf 3sat am Sonntagabend. Mit der Folge „Das Fagus-Werk in Alfeld“ wurde am 23. Dezember 2012 die 400. Episode ausgestrahlt. Nach der Produktion von 421 Episoden wurde am 29. Januar 2017 die letzte Erstausstrahlung gesendet.
Die Sendung wird manchmal auch in halbstündigen Doppelfolgen ausgestrahlt, dabei werden die Einzelfolgen mit einer Karte mit dem Hinweis auf die Lage des Welterbes begonnen. Darüber hinaus wurden einige 45-minütige Sondersendungen hergestellt, die von Max Moor (Dieter Moor) moderiert wurden. Sie befassen sich mit einer bestimmten Thematik, bei der kurze Ausschnitte aus verschiedenen Folgen von Schätze der Welt gezeigt werden. Ein Beispiel ist die Folge "Erbe des Römischen Reiches".

### Ausland
Die Dokumentationsreihe wird im finnischen Fernsehen unter dem Titel Ihmiskunnan aarteita auf dem Sender YLE TV1 ausgestrahlt.
In Russland zeigt der Sender Rossija K Teile der Reihe in loser Folge in einer russischen Sprachfassung. Obwohl die Filme mit originalem Vorspann laufen, wird der Reihentitel nicht übersetzt und in den Programmankündigungen auch nicht verwendet. Stattdessen werden die Filme mit den einzelnen Folgentiteln angekündigt.
Schätze der Welt wird auch beim deutschen Auslandssender DW-TV ausgestrahlt. Neben der Ausstrahlung in Deutsch, wird die Sendung auch auf Englisch mit dem Titel „Treasures of the World – Heritage of Mankind“ und auf Spanisch mit dem Titel „Patrimonio Mundial – Herencia de la Humanidad“ gesendet.

## Produktion
Produziert wurde die Reihe anfangs von den Rundfunkanstalten ZDF, Südwestfunk und der Deutschen Welle, später wurde sie vom SWR produziert. Die Reihe entstand in Zusammenarbeit mit dem UNESCO-Welterbe und wurde zu Beginn durch den Aktionsplan 16:9 der Europäischen Union unterstützt, wodurch die Reihe seit Sendebeginn in 16:9 ausgestrahlt wird.
Einige Sendungen verzichteten auf den Serientitel "Schätze der Welt" und firmierten lediglich unter "Erbe der Menschheit": Jene Beiträge, die sich u. a. mit Auschwitz, Hiroshima oder der Apartheid-Gefängnisinsel Robben Island befassten, konnten schwerlich "Schätze der Welt" illustrieren.

## Episoden

### Sondersendungen

#### Schätze der Welt Spezial
| - Das Erbe des Römischen Reiches (45 Minuten) - Deutsches Welterbe (75 Minuten, Erstausstrahlung: 18. Mai 2009) - Die Eroberung der neuen Welt – Das spanische Weltreich (45 Minuten, 2012) - Die Hanse (45 Minuten, Erstausstrahlung: 27. Dezember 2009) - Die Welt der Vulkane (45 Minuten, 2009, Erstausstrahlung: 25. Dezember 2009) - Entdecker, Gold und Sklaven – Das ehemalige Weltreich Portugal (45 Minuten, Erstausstrahlung: 2. Januar 2011) - Glanz und Elend im Reich der Zaren – Das Russische Welterbe (45 Minuten, Erstausstrahlung: 5. Januar 2014) - Fjorde, Felsen und Eisberge – Europas Norden (45 Minuten, Erstausstrahlung: 12. Januar 2014) | - Maya – Könige im Regenwald (45 Minuten, Erstausstrahlung: 4. Januar 2009) - Monumente für die Ewigkeit (Erstausstrahlung: 10. April 2009) - Naturerbe Afrika (40 Minuten, Erstausstrahlung: 1. Januar 2009) - Naturschätze Nordamerikas (45 Minuten, Erstausstrahlung: 1. Januar 2011) - Naturwunder auf fünf Kontinenten (135 Minuten, Erstausstrahlung: 23. August 2010) - Die Renaissance – Aufbruch in eine neue Zeit (45 Minuten, Erstausstrahlung: 6. Dezember 2015) - Vom Jugendstil zur Moderne – Die Architektur des 20. Jahrhunderts (2014) - Welterbe in Gefahr (45 Minuten, Erstausstrahlung: 1. Januar 2011) |

#### In 24 Stunden um die Welt
Im Rahmen der 3sat-Thementage wird die Reihe "In 24 Stunden um die Welt" ausgestrahlt, die sich mit dem UNESCO-Welterbe befasst. An diesen Thementagen werden mehrere Folgen der Sendereihe in Etappen ausgestrahlt. Ausstrahlungen des Thementages finden seit 2007 jeweils an einem Sonntag im Dezember statt.
Zwischen den Filmen moderierte Max Moor bei den Sendungen 2009 und 2010 vom Frankfurter Flughafen bzw. 2011 vom Dresdener Hauptbahnhof aus und führte Diskussionen mit verschiedenen Gästen, beispielsweise ARD-Korrespondenten. Unter dem Motto „100 Orte, die Sie gesehen haben sollten“ wurden insgesamt 100 Filme über die Welterbestätten gezeigt.
2012 wurden die Beiträge in Stätten am Bodensee, unter anderem im Pfahlbaumuseum Unteruhldingen, anmoderiert und standen im Zeichen des 40-Jahre-Jubiläums der Welterbekonvention. Das Naturkundemuseum Stuttgart war Basisstation des Thementags 2013 rund um Natur- und Kulturgeschichte. 2014 war "In 24 Stunden um die Welt" zu Gast im Deutschen Schifffahrtsmuseum und im Deutschen Auswandererhaus in Bremerhaven. 2015 war der Autohof in Geiselwind Basisstation der Sendung. Die Moderationen 2016 wurden an bekannten und unbekannten Schauplätzen der Stadt Stuttgart aufgezeichnet.

## Trivia

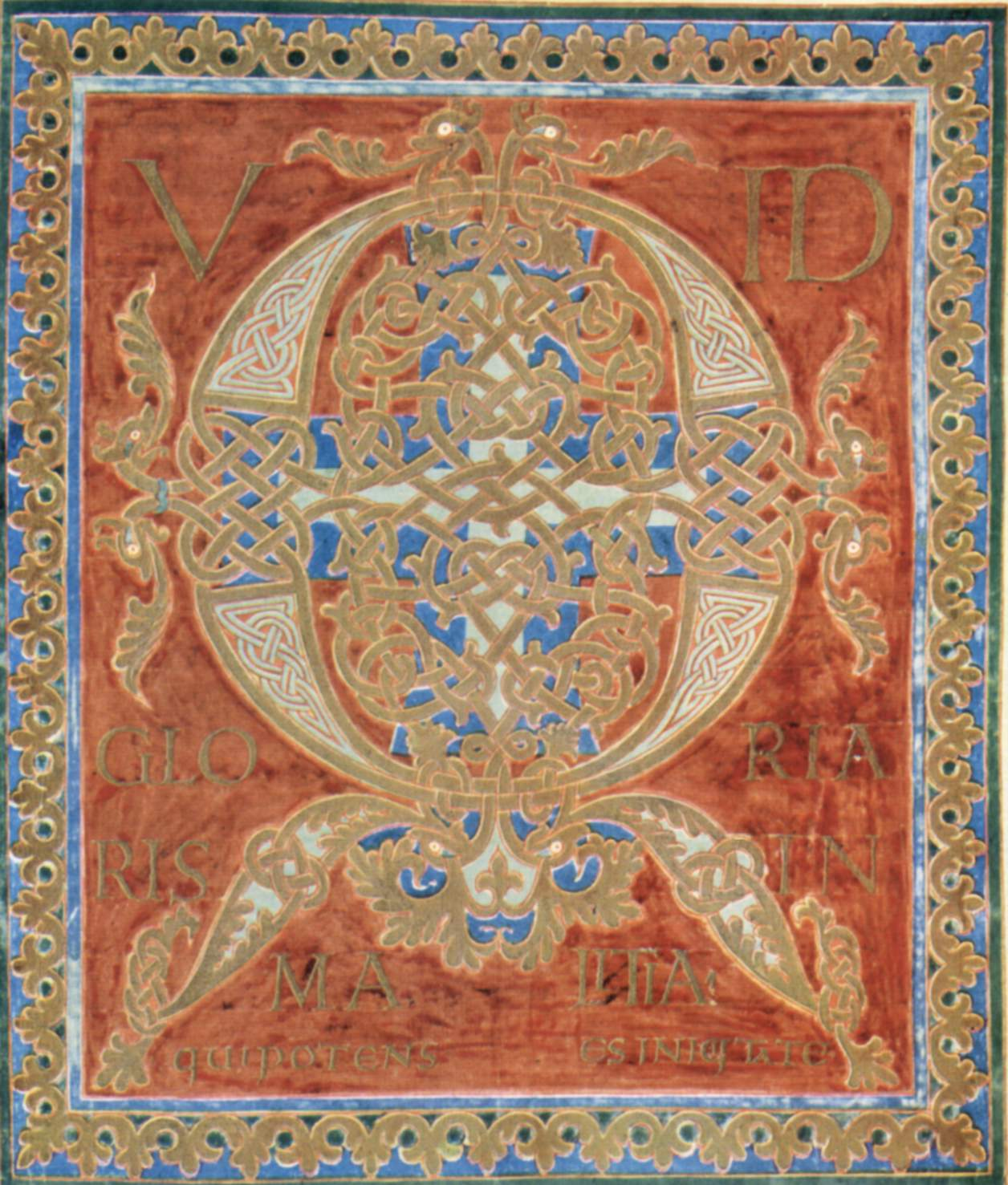
Muster aus dem Folchart-Psalter

Die im Vor- und Abspann gezeigte Darstellung der verschlungenen Goldbänder, die zu einem Erkennungszeichen der Serie geworden ist, stammt aus dem Folchart-Psalter (S. 135), der in der Episode über das  Kloster St. Gallen vorgestellt wird.